# St. Nikolaus (Berge)

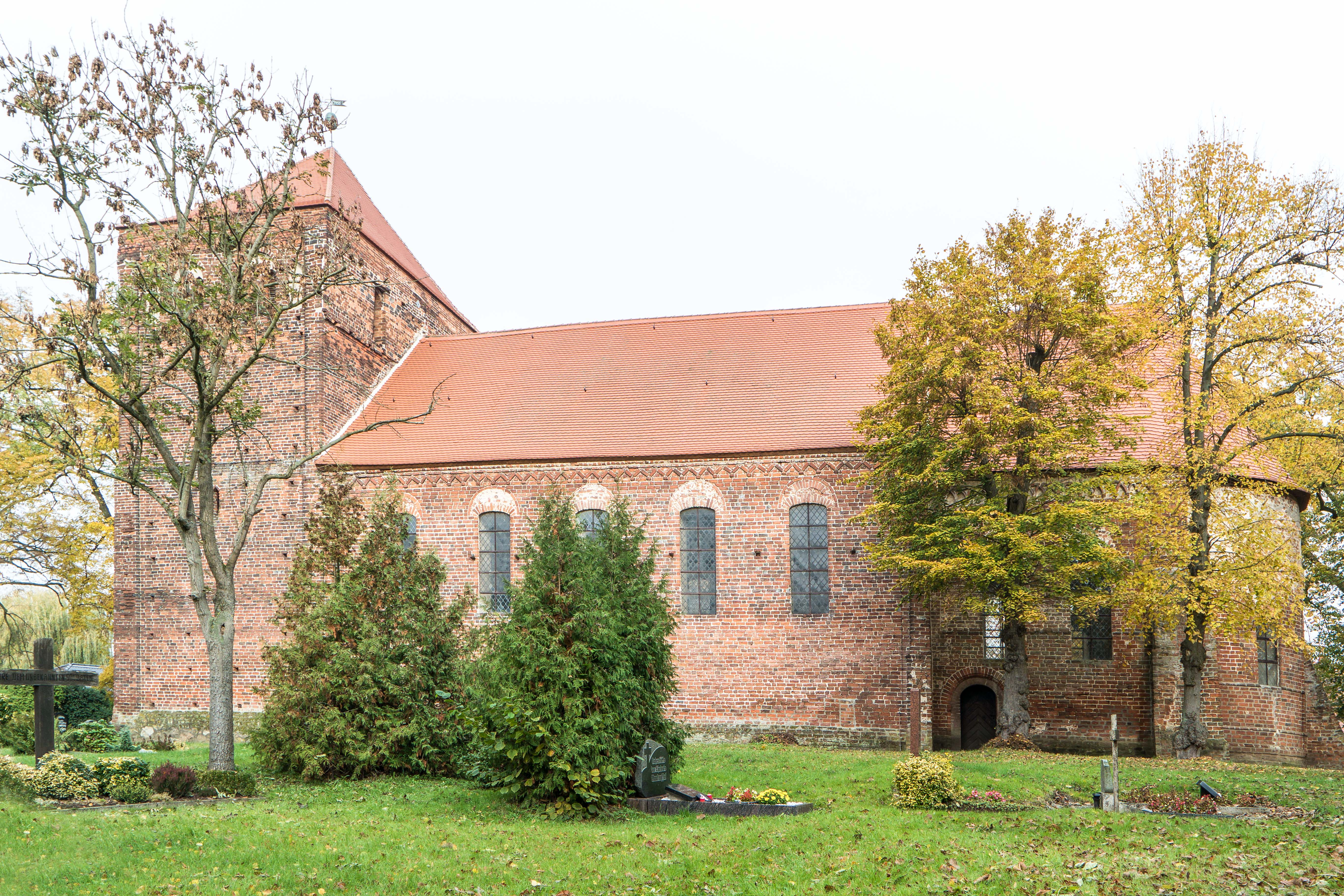
St. Nikolaus (Berge)

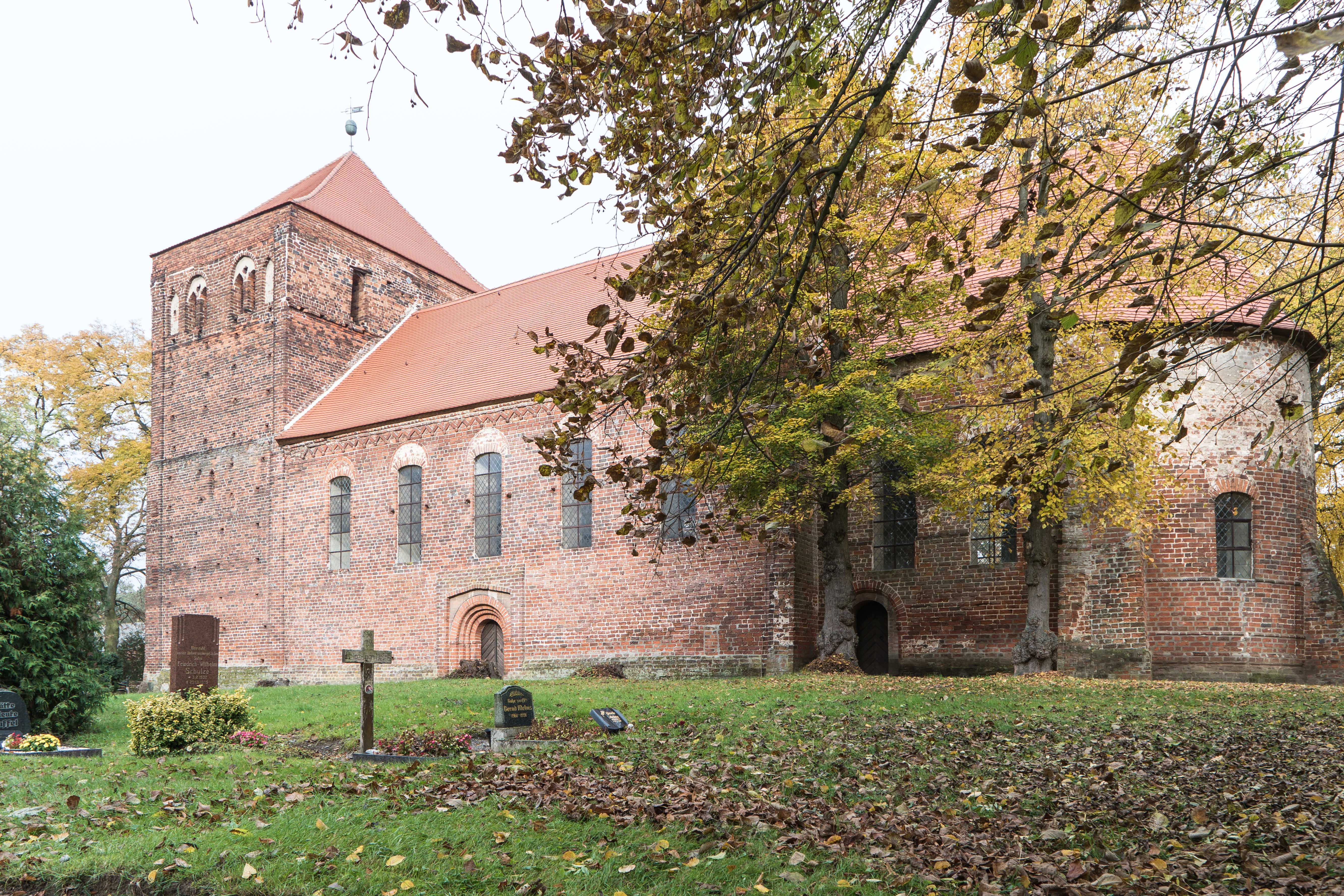
Ansicht von Südost

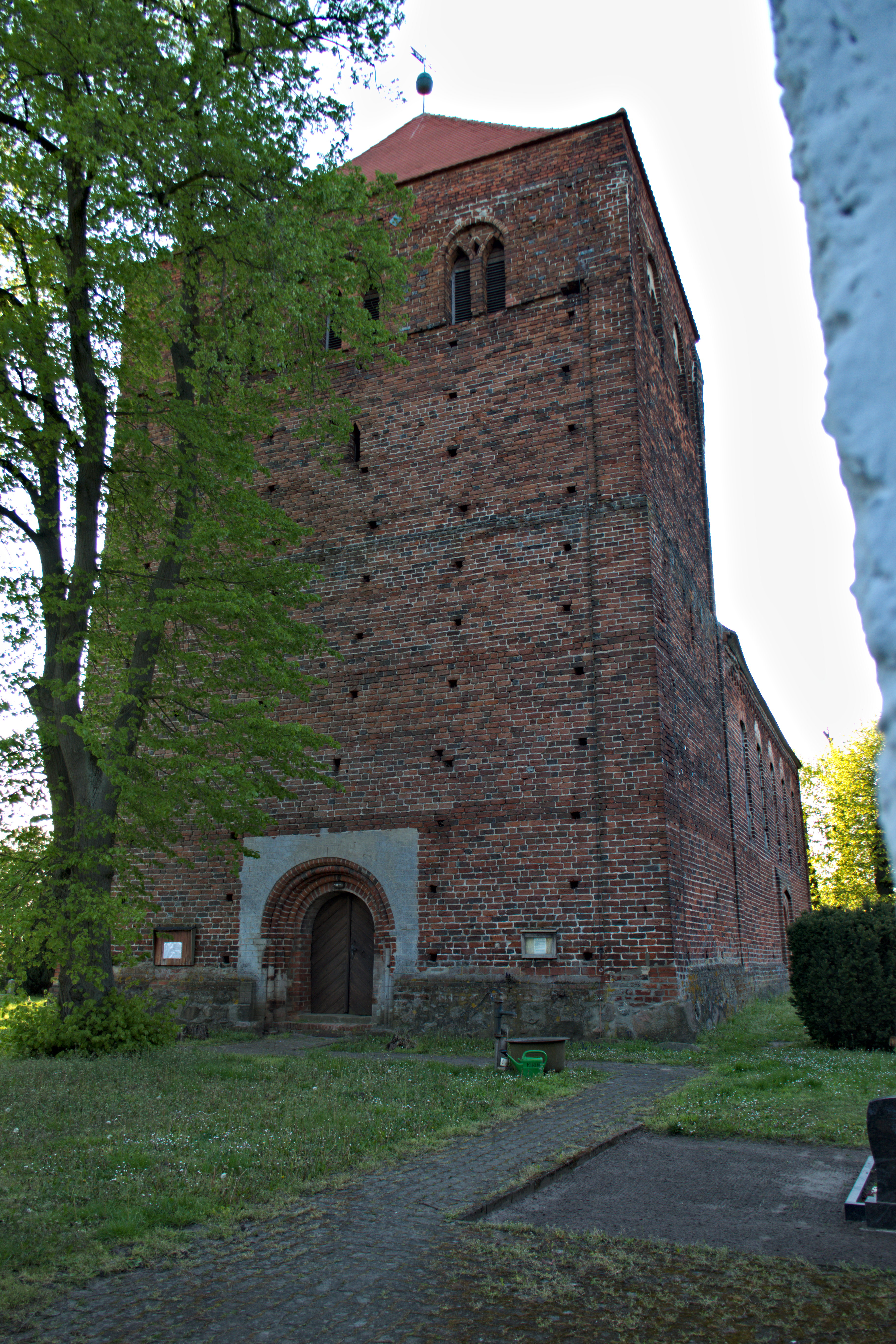
Kirche St. Nikolaus, in Werben OT Berge, Westbau

Die evangelische Dorfkirche St. Nikolaus ist eine spätromanische Backsteinkirche im Ortsteil Berge von Werben (Elbe) im Landkreis Stendal in Sachsen-Anhalt. Sie gehört zur Kirchengemeinde Werben im Kirchenkreis Stendal der Evangelischen Kirche in Mitteldeutschland und ist ein anerkanntes Kulturdenkmal.

## Geschichte und Architektur
Die Kirche St. Nikolaus in Berge ist ein ungewöhnlich großer spätromanischer Backsteinbau, dessen Chor dendrochronologisch aufgrund des erhaltenen Dachstuhls auf das Jahr 1221 d datiert wurde. Sie zählt zu den größten einschiffigen Dorfkirchenräumen des mittleren Elberaumes und liegt im Zentrum des Rundplatzdorfes Berge bei Werben. Die Größe und das bereits 1151 in der Schenkungsurkunde des Markgrafen von Brandenburg genannte Patrozinium legen ebenso wie der Ortsgrundriss die Annahme nahe, dass Berge als eine Marktsiedlung geplant war. Baunähte an beiden Seiten des Saals weisen auf einen Baustopp nach Errichtung der Ostteile hin. Auf der Nordseite ist eine Baunaht zwischen Turm und Saal zu erkennen.
Die Kirche wurde 1813 beschädigt und in den Jahren 1816/17 wiederhergestellt. 
Die Kirche besteht aus einem mächtigen, im Grundriss rechteckigen Westturm, einem Schiff von gleicher Breite mit einem eingezogenen Chor und einer halbkreisförmigen Apsis. Die Schmuckformen sind wie bei anderen Dorfkirchen in der Nachfolge des Klosters Jerichow (zum Beispiel die Dorfkirchen Schönhausen, Redekin, Melkow und Großwulkow) sehr sorgfältig ausgeführt. Sie bestehen aus Ecklisenen, die an den Traufen in Dreieck- und Kreuzbogenfriese übergehen sowie aus einem reichen Sockelprofil. Die Apsis, deren oberer, verputzter Teil erneuert ist, wird durch flache Lisenen, die sich über der tauartig geformten Fenstersohlbank als Viertelsäulen mit Basen fortsetzen, in drei Teile geteilt. Die Fenster wurden später verändert. Das Untergeschoss des Turms mit enormer Mauerstärke von 2,1 bis 2,75 Metern ist mit einer Quertonne überwölbt. Auf der Nordseite ist eine frühneuzeitliche Öffnung mit einer Holztreppe für den bequemen Turmzugang eingerichtet. Der zweifach gebrochene Treppenaufgang zeigt am Ausgang über der Quertonne eine noch mittelalterliche, zum Turminnern verriegelte Eichenbohlentür. Daher wird die Kirche als „Fluchtkirche“ angesehen.
An der Westseite des Turmes sowie an beiden Seiten des Schiffs erschließen drei Rundbogenportale mit außergewöhnlich reichen Schmuckformen mit abgetrepptem Gewände und eingelegten Wülsten in rechteckigen Mauervorsprüngen das Bauwerk. Am Chor führt eine schlichtere Priesterpforte mit abgefastem Gewände in das Bauwerk. Das obere Turmgeschoss ist mit gekuppelten spitzbogigen Schallöffnungen in rundbogigen Blenden versehen und wird mit einem Zeltdach abgeschlossen. Es gehört nicht mehr dem romanischen Ursprungsbau an.  
Das Innere der Kirche ist flachgedeckt und mit einem rundbogigen Triumphbogen mit Kämpfern gegliedert. Die neuromanische Ausmalung stammt vom Ende des 19. Jahrhunderts.

## Ausstattung
Hauptstück der Ausstattung ist ein reich mit Akanthusverzierungen und Girlanden geschmückter, hochbarocker Kanzelaltar aus dem Jahr 1724. Er zeigt einen Aufsatz mit Strahlenglorie und Gerichtsengel und besitzt seitliche Durchgänge. Auf dem Schalldeckel ist das Wappen der Familie von Kannenberg angebracht. Zu erwähnen ist weiter ein Rest eines spätromanischen Taufsteins aus Sandstein. Ein Epitaph erinnert an den Pfarrer Christian Heinrich Runde, der von 1730 bis 1798 lebte.
Die Orgel ist ein Werk von Friedrich Hermann Lütkemüller aus dem Jahr 1875 mit neun Registern auf einem Manual und Pedal, das 2015 durch die Firma Beckmann restauriert wurde.

## Umgebung

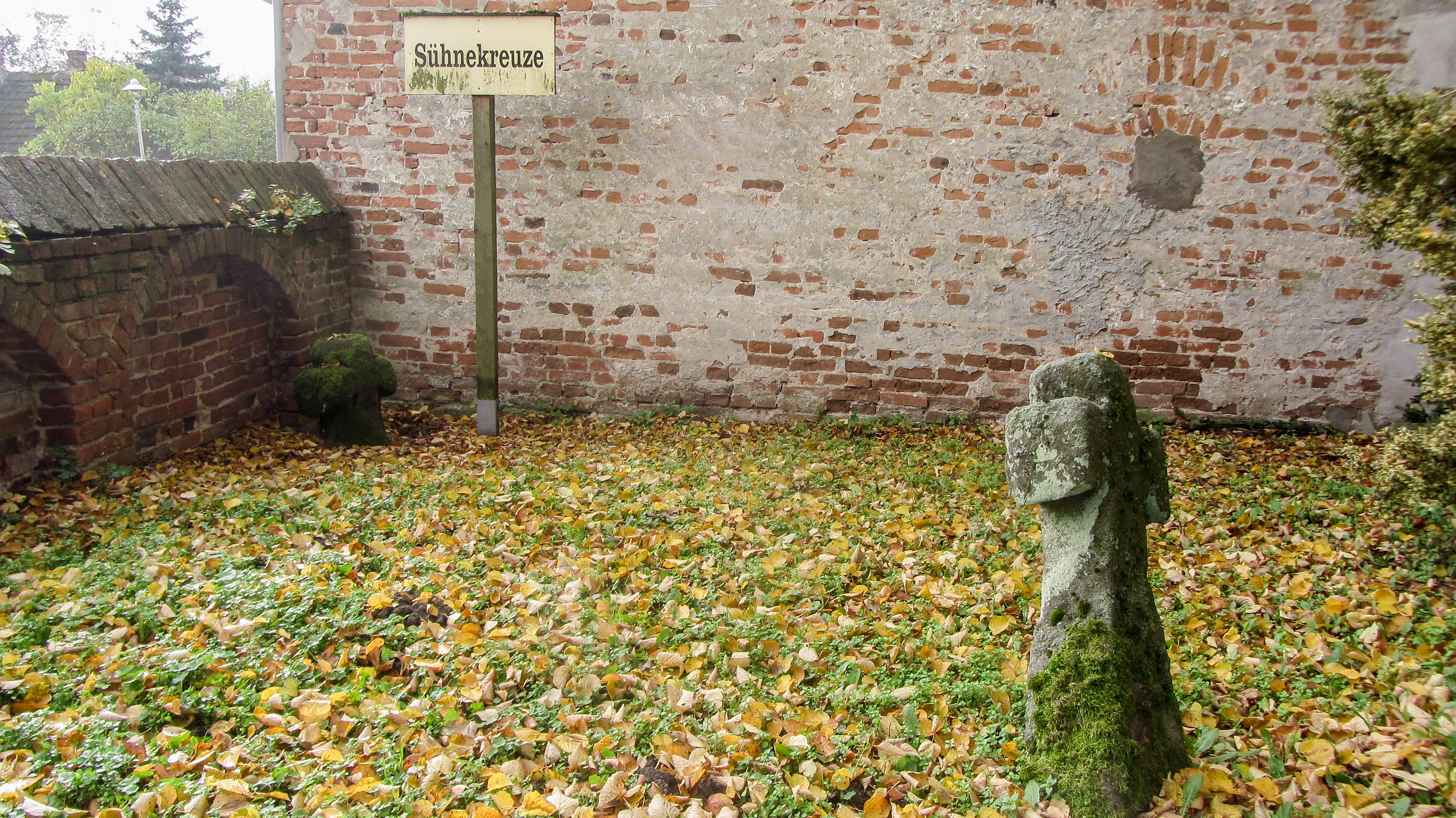
Steinkreuze auf dem Kirchhof

Auf dem Friedhof stehen zwei mittelalterliche Steinkreuze aus dem 15. Jahrhundert, die angeblich als Sühne für die zwei in einem Gottesurteil erschossenen Söhne des Dorfschulzen gesetzt wurden.